# DIN 16518
| DIN              | DIN 16518                       |
| ---------------- | ------------------------------- |
| Zakres           | Pisma                           |
| Tytuł            | Kroje                           |
| Krótki opis      | System klasyfikacji krojów pism |
| Ostatnie wydanie | 8.1964                          |

DIN 16518 – norma w Niemczech regulująca powszechny system klasyfikacji krojów pism. Wzoruje się na propozycji Association Typographique Internationale (ATypI). W przeciwieństwie do ATypI (oraz innych klasyfikacji krajowych) członkowie DIN 16518 wprowadzili inny opis dla VII grupy pism (Warianty antykwy), podzielili grupę X (Pisma łamane) i dodali grupę XI (Pisma obce – niestandardowe). 

## Norma
Norma DIN 16518 określa jedenaście grup pism.

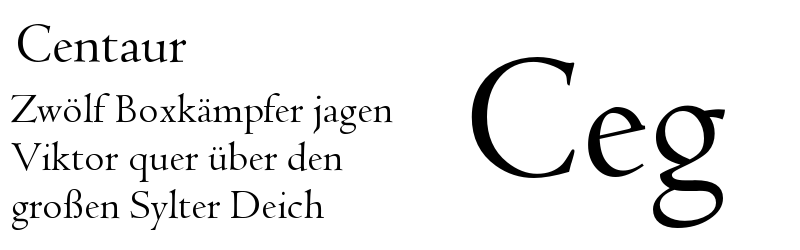
Przykład antykwy weneckiej renesansowej

### Grupa I: Antykwy renesansowe (weneckie)
Antykwy renesansowe (weneckie) to pisma pochodzące z wczesnego okresu druku (około 1450 do 1530 roku). Majuskuły oparte są na rzymskich kapitalikach, natomiast minuskuły na humanistycznych minuskułach. Pisma charakteryzują się mocnymi szeryfami, przechyloną na lewą stronę pozycją osi małych liter (w stosunku do linii pisma), jak również sporymi wydłużeniami dolnymi i górnymi, kreska poprzeczna „e” jest pochyła.
Przykłady: Stempel-Schneidler, Jenson, Centaur.

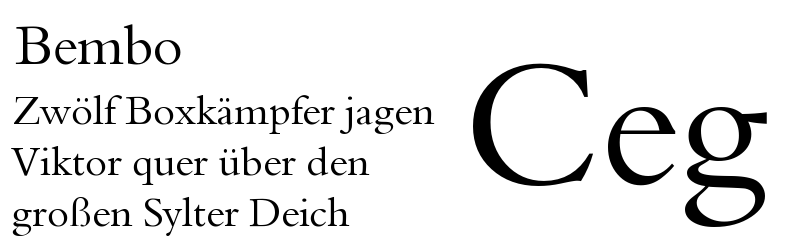
Przykład antykwy francuskiej renesansowej

### Grupa II: Antykwy renesansowe (francuskie)
Antykwy renesansowe (francuskie) używane były w tekstach, które powstawały w XVI w. Charakteryzują się niewielkimi różnicami w grubościach kresek, oś liter okrągłych jest, podobnie jak w grupie I, przechylona na lewą stronę. Zaokrąglone szeryfy w kształcie klina osadzone są na pionowych kreskach. Pisma te są bardzo dobrze czytelne dzięki łagodnej kresce. Wydłużenia górne minuskuł są nieco dłuższe od wysokości wersalików. Obecnie jest to grupa z największa liczbą czcionek.
Przykłady: Garamond, Bembo, Palatino.

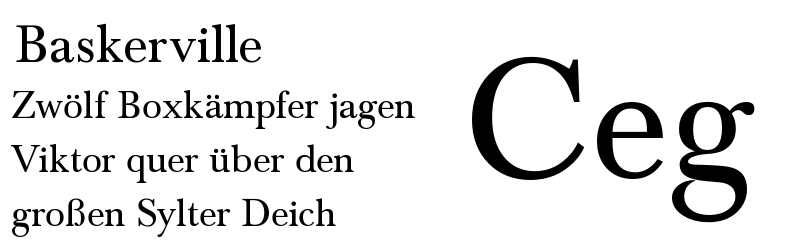
Przykład antykwy barokowej

### Grupa III: Antykwy barokowe
Dzięki efektowi miedziorytu grubości kresek antykw barokowych są różne, oś małych liter jest prawie prostopadła. Minuskuły mają na górze pochyłe a na dole proste szeryfy. Łuki na szeryfach są mniej zaznaczone.
Przykłady: Caslon, Baskerville, Times.

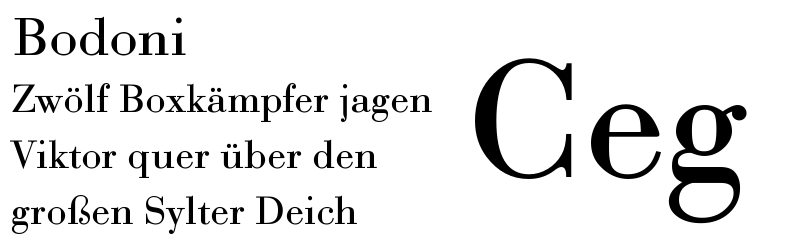
Przykład antykwy klasycystycznej

### Grupa IV: Antykwy klasycystyczne
Antykwy klasycystyczne powstały około 1800 roku, charakteryzują się dużym kontrastem grubości kresek tworzących litery, poziomo osadzonymi szeryfami i pionową osią w zaokrągleniach małych liter. Posiadają mało widoczne zaokrąglenia przy nasadzie szeryfów, które są cienkie i położone prostopadle (tzw. szeryfy kreskowe).
Przykłady: Bodoni, Walbaum, Didot.  

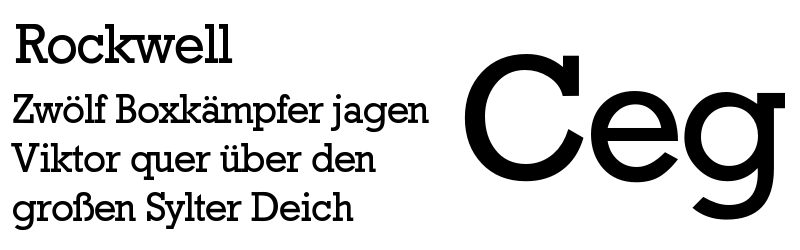
Przykład antykwy linearnej szeryfowej

### Grupa V: Antykwy linearne szeryfowe
Antykwy linearne bezszeryfowe wcześniej nazywane były egipcjankami. Pojawiły się na początku XIX wieku. Posiadają mniej lub bardziej widoczne pogrubienia i przewężenia kresek, szeryfy natomiast są mocno zaznaczone. Wydłużenia górne i dolne są prawie identyczne.
Przykłady: Rockwell, Clarendon, Serifa.

Przykład antykwy linearnej bezszeryfowej

### Grupa VI: Antykwy linearne bezszeryfowe
Antykwy linearne bezszeryfowe określane są również mianem grotesków, pojawiły się na początku XIX wieku. Wizualnie część pism w tej grupie jest pod względem grubości kreski jednolita, inne mogą się jednak bardzo różnić. Obecnie grupa ta wymaga jeszcze dodatkowej klasyfikacji. Niektóre pisma bazują na klasycystycznej antykwie (np. Akzidenz-Grotesk, Univers), inne na renesansowej antykwie (np. Lucida Sans, Syntax). Równolegle powstał w USA tak zwany amerykański grotesk (np. Franklin Gothic). Na początku XX wieku pojawił się także grotesk, który jest oparty na sprecyzowanych kształtach geometrycznych (np. Futura, Eurostile).

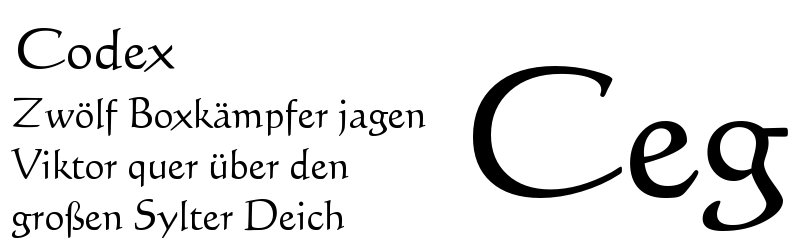
Przykład wariantu antykwy

### Grupa VII: Warianty antykwy
Warianty antykwy to pisma, które nie wliczają się do grup I–III, VIII i IX, ponieważ ich kreski nie odpowiadają tamtejszym charakterystykom. Zasadniczo przynależą do tej grupy pisma dekoracyjne.
Przykłady: Optima, Largo, Souvenir, Eckmann.

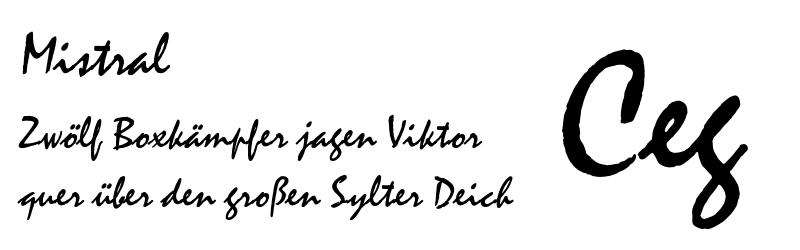
Przykład pisanki

### Grupa VIII: Pisanki
Pisanki są to pisma naśladujące dzisiejsze pismo odręczne. Pojawiły się już w czasach czcionek odlewanych ze stopu ołowiu, lecz zaczęto je stosować dopiero w dobie komputerów. Litery są na ogół połączone ze sobą.

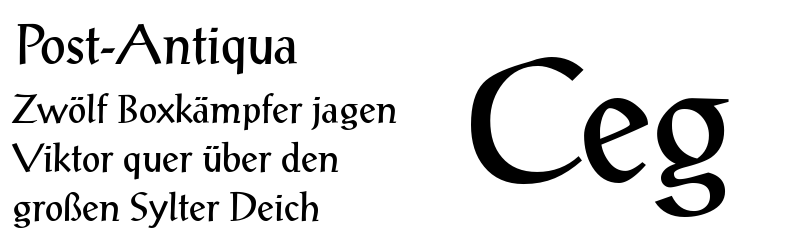
Przykład antykwy odręcznej

Przykłady: Mistral, Pepita.

### Grupa IX: Antykwy odręczne
Antykwy odręczne to pisma, które są oparte na antykwie, lecz posiadają zmodyfikowane odręcznie litery (na wzór pisma ręcznego), dlatego też posiadają tak „osobliwy” wygląd. Litery nie są ze sobą połączone.
Przykłady: Post-Antiqua, Wiesbaden Swing.

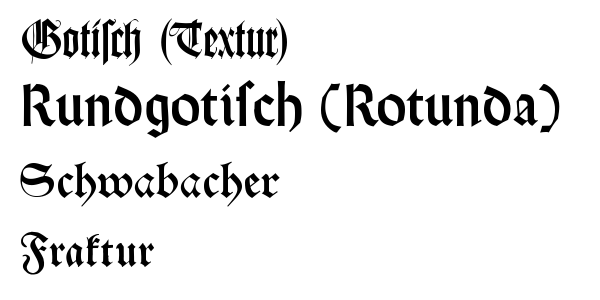
Przykład pisma łamanego

### Grupa X: Pisma łamane
Przed rokiem 1941 pisma łamane były najczęściej używane w Niemczech. Można je podzielić na 5 podgrup:
- Grupa Xa: Gotyckie
- Grupa Xb: Rotunda
- Grupa Xc: Szwabacha
- Grupa Xd: Fraktura
- Grupa Xe: Odmiany fraktury

### Grupa XI: Pisma niełacińskie
Przykłady: chińskie, cyrylica, arabskie, greckie, hebrajskie.

## Krytyka
Zdania ekspertów dotyczące normy są podzielone, jednak jest ona ciągle podstawą kształcenia w zawodzie w przemyśle graficznym. Zarzuca się tej normie przede wszystkim to, że rozwój pism w ostatnich latach nie wpasował się dobrze w historyczny schemat podziału (90% nowo powstałych pism znajduje się w grupie VI), a grupa XI „Pisma niełacińskie” nie nadają się do międzynarodowej komunikacji. Norma jest obecnie przeformułowywana, ale porozumienie między ekspertami dotyczące jej przeredagowania nie dało jak na razie żadnych efektów.
W 1998 roku Indra Kupferschmid wraz z Maksem Bollwagem i Hansem Peterem Willbergiem przedstawiła komisji normalizacji klasyfikacje według zasady formy, dotyczącej struktury i oddziaływania pism. Zagadnienie to pojawia się w jej podręczniku Buchstaben kommen selten allein (Kursywy rzadko pojawiają się same), jak również w książkach Willberga Wegweiser Schrift (Drogowskaz pisma) i w Typografie kompakt (Zwarta typografia) Bollwagego. Publikacje te stanowią treść nauczania na wielu uniwersytetach. Przewidują one podział pism na 5 grup, lecz nie zostały one nigdy wcześniej poddane normalizacji. 

## Inne modele klasyfikacji
- Klasyfikacja na podstawie zasady formy Indry Kupferschmid, Maksa Bollwage i Hans Petera Willberga.
- Beinert-Matrix stworzona przez Wolfganga Beinerta[3].
- Klasyfikacja formy według Maksymiliana Voxa.
- „Włoska Classificazione Novarese” Aldo Novarese.
- „Typeface Classifications British Standards 2961”.